# Torre Canavese
Torre Canavese is een gemeente in de Italiaanse provincie Turijn (regio Piëmont) en telt 617 inwoners (31-12-2004). De oppervlakte bedraagt 5,5 km², de bevolkingsdichtheid is 112 inwoners per km².

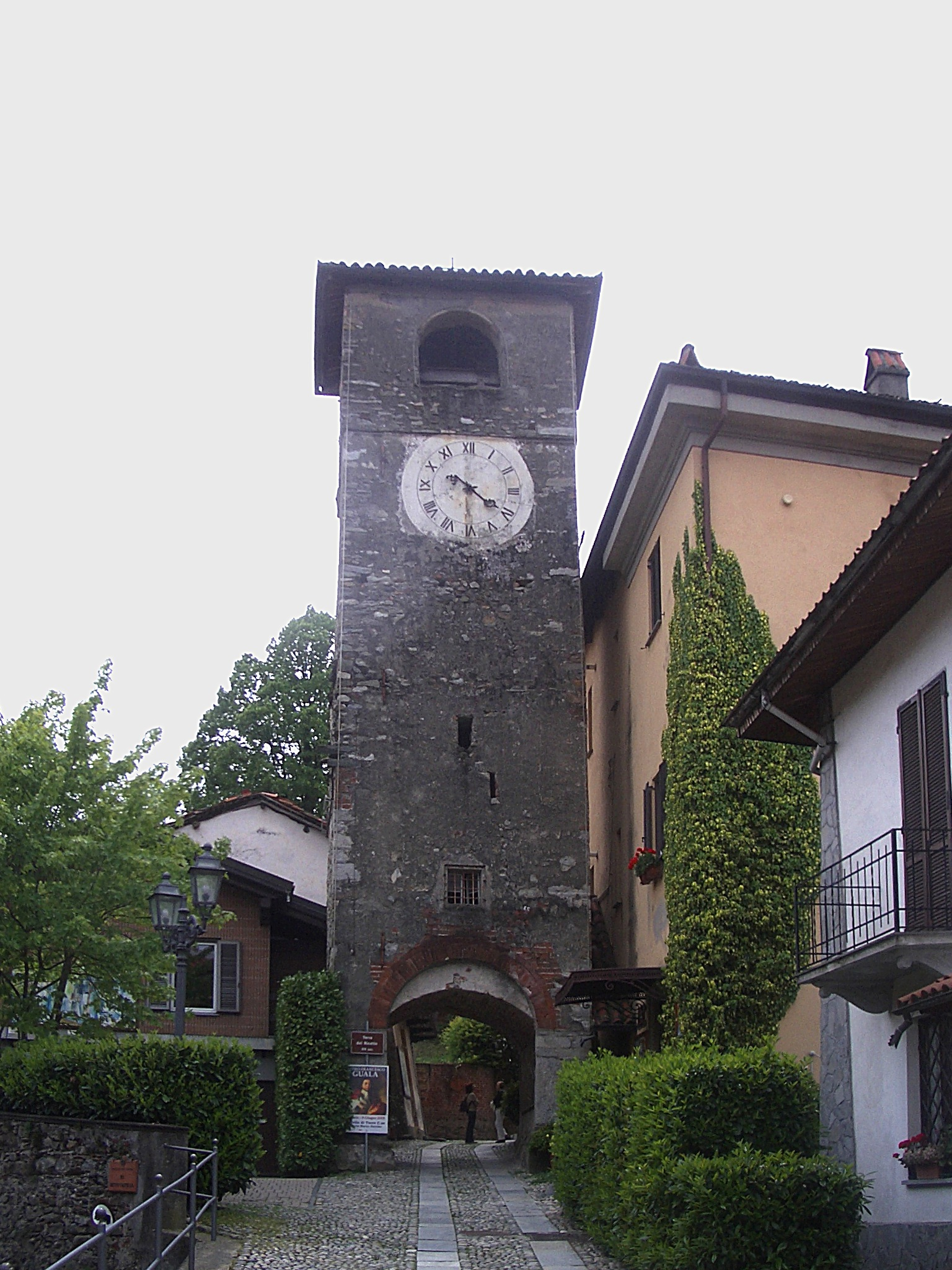
Porta Ricetto, Torre Canavese
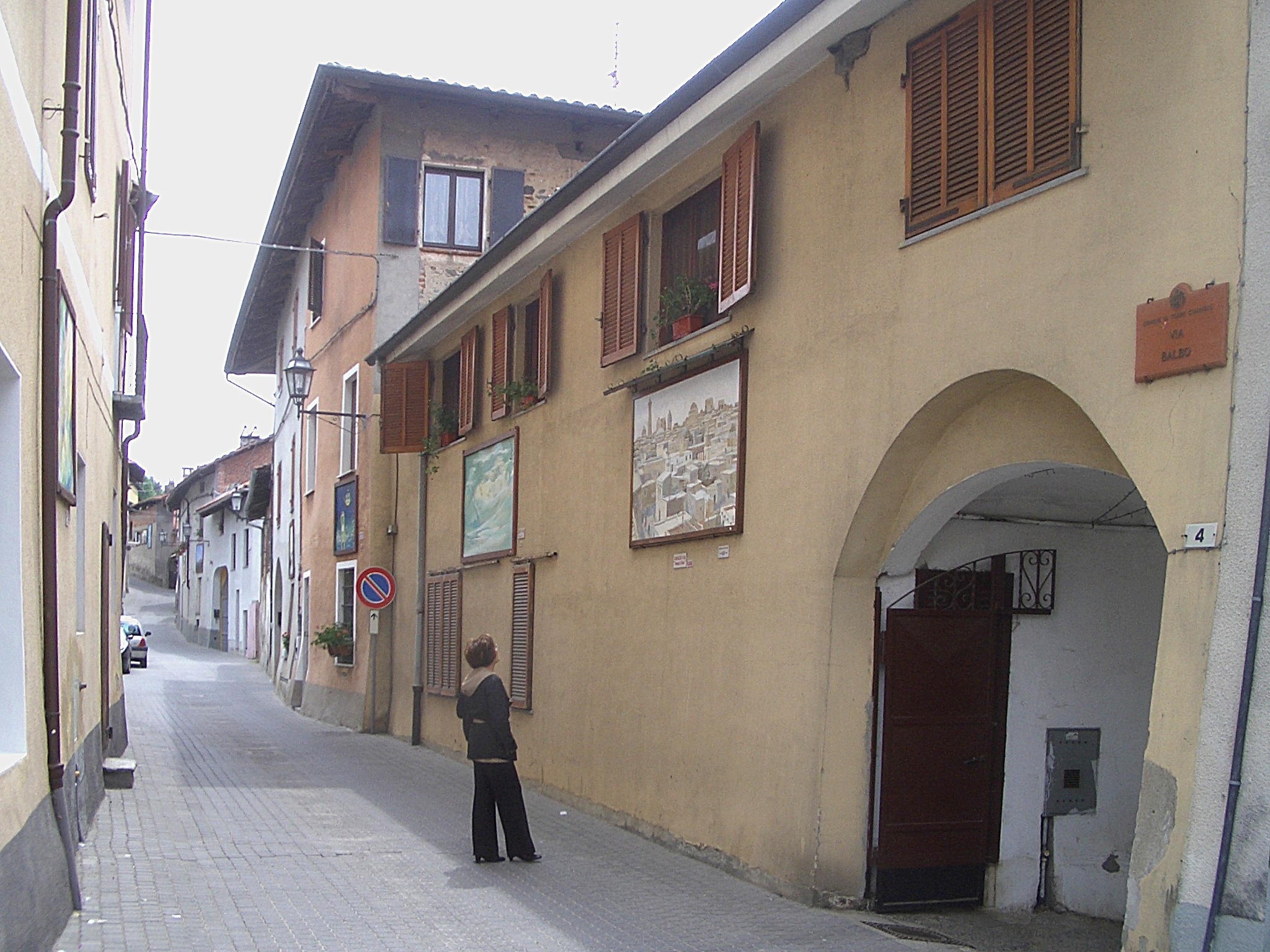
Via Balbo, Torre Canavese
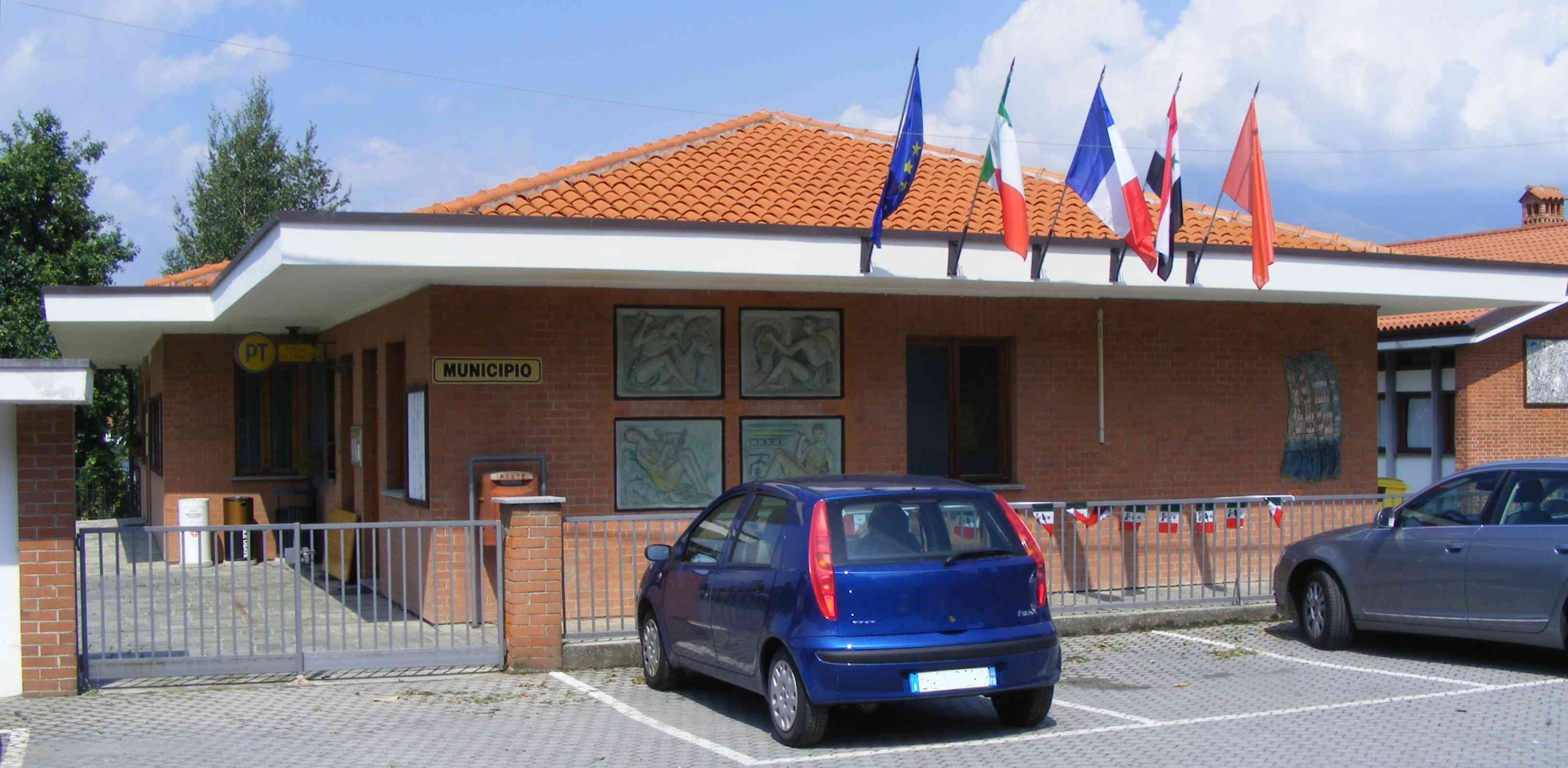
Gemeentehuis
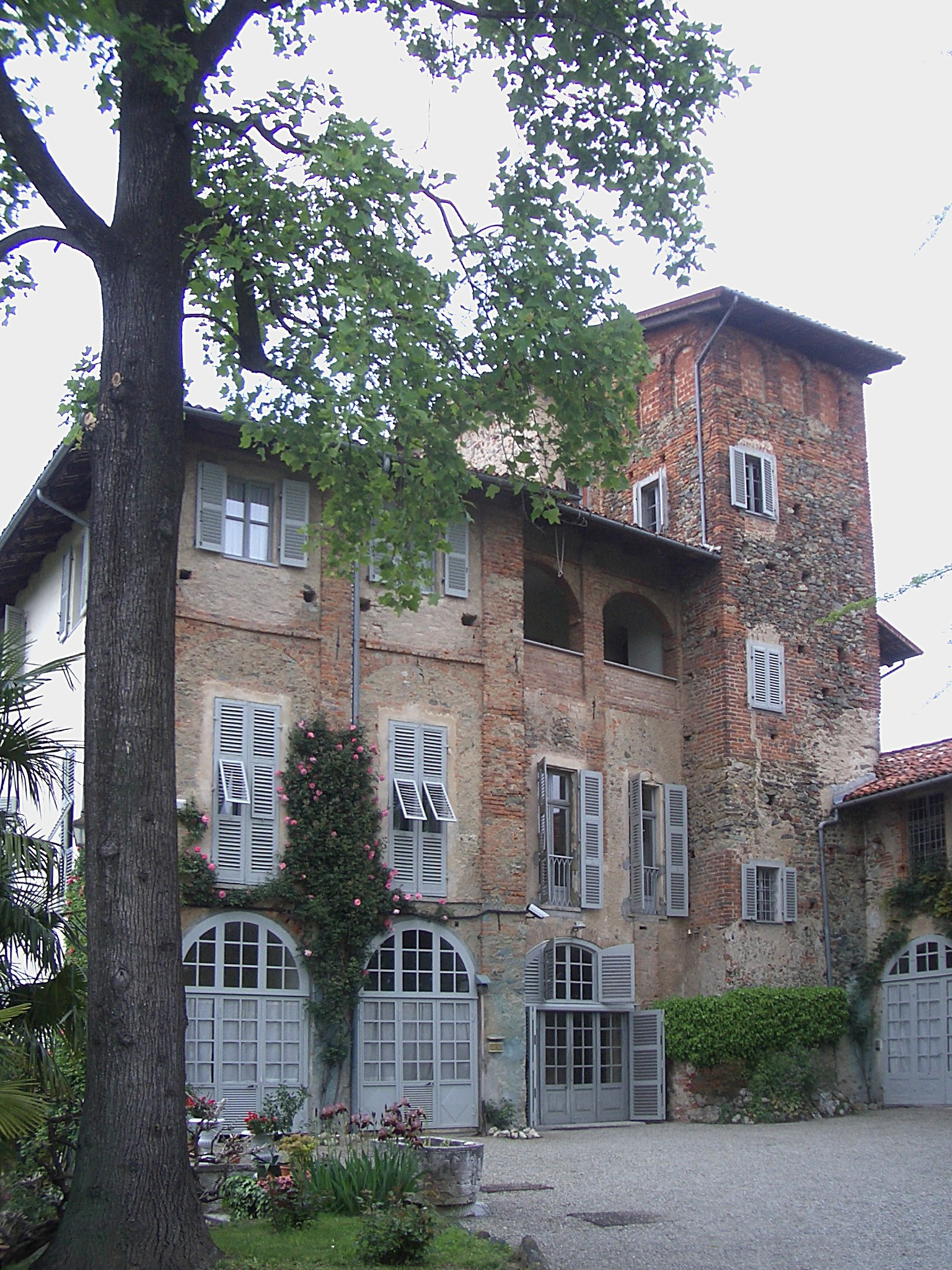
Kasteel van Torre Canavese

## Demografie
Torre Canavese telt ongeveer 278 huishoudens. Het aantal inwoners steeg in de periode 1991-2001 met 4,0% volgens cijfers uit de tienjaarlijkse volkstellingen van ISTAT.
| Jaar | Inwoneraantal |
| ---- | ------------- |
| 1991 | 604           |
| 2001 | 628           |

## Geografie
De gemeente ligt op ongeveer 417 m boven zeeniveau.
Torre Canavese grenst aan de volgende gemeenten: Castellamonte, Quagliuzzo, Strambinello, Baldissero Canavese, San Martino Canavese, Bairo, Agliè.
1. ↑  https://demo.istat.it/?l=it.